# Arabische Sprache
Die arabische Sprache (kurz Arabisch; Eigenbezeichnung اَللُّغَةُ اَلْعَرَبِيَّة, DMG al-luġatu l-ʿarabiyya ‚die arabische Sprache‘, kurz العربية, DMG al-ʿarabiyya ‚das Arabische‘, Ausspracheⓘ) ist die am weitesten verbreitete Sprache des semitischen Zweigs der afroasiatischen Sprachfamilie und in ihrer Hochsprachform الفصحى / al-Fuṣḥā eine der sechs Amtssprachen der Vereinten Nationen. Schätzungsweise wird Arabisch von 313 Millionen Menschen als Muttersprache und von weiteren 424 Millionen als Zweit- oder Fremdsprache gesprochen. Auch durch seine Rolle als Sakralsprache entwickelte sich das Arabische zur Weltsprache. Die moderne arabische Standardsprache beruht auf dem klassischen Arabischen, der Sprache des Korans und der Dichtung, und unterscheidet sich stark von den gesprochenen Varianten des Arabischen.
Aus dem klassischen Arabisch hat sich in den letzten anderthalb Jahrtausenden eine Vielzahl von Dialekten entwickelt. Für alle Sprecher dieser Sprache, außer den Sprechern des Maltesischen, ist Hocharabisch Schrift- und Dachsprache. Das Maltesische ist mit den maghrebinisch-arabischen Dialekten stark verwandt, wurde jedoch im Gegensatz zu den anderen gesprochenen Formen des Arabischen zu einer eigenständigen Standardsprache ausgebaut. Ob Hocharabisch als moderne Standardsprache zu betrachten ist, ist umstritten (siehe auch Ausbausprache). Es fehlt oft an einem einheitlichen Wortschatz für viele Begriffe der modernen Welt sowie am Fachwortschatz in vielen Bereichen moderner Wissenschaften. Darüber hinaus ist Hocharabisch innerhalb der einzelnen arabischen Länder relativ selten ein Mittel zur mündlichen Kommunikation.
Die einzelnen arabischen Dialekte in den verschiedenen Ländern unterscheiden sich teilweise sehr stark voneinander, wenn auch meist nur in der Aussprache, und sind bei vorliegender geographischer Distanz gegenseitig nicht oder nur schwer verständlich. So werden beispielsweise algerische Filme, die im dortigen Dialekt gedreht worden sind, zum Teil hocharabisch untertitelt, wenn sie in den Golfstaaten ausgestrahlt werden.

## Verbreitungsgebiet

Amtssprache offiziell (grün) und kooffiziell:
mehrheitlich (dunkelblau) und minderheitlich (hellblau)

Varianten des Arabischen werden von etwa 370 Millionen Menschen gesprochen und damit weltweit am sechsthäufigsten verwendet. Es ist Amtssprache in Ägypten, Algerien, Bahrain, Dschibuti, dem Irak, Jemen, Jordanien, Katar, den Komoren, Kuwait, Libanon, Libyen, Mali, Marokko, Mauretanien, im Niger, Oman, den Palästinensischen Autonomiegebieten, Saudi-Arabien, dem Sudan, Syrien, dem Tschad, Tunesien, den Vereinigten Arabischen Emiraten und der Westsahara. Verkehrssprache ist es in Eritrea, Sansibar (Tansania), Südsudan, wird von muslimischen Bevölkerungsteilen in Äthiopien gesprochen und gewinnt auf den Malediven an Bedeutung. Darüber hinaus ist es eine der sechs offiziellen Sprachen der Vereinten Nationen.
In allerneuester Zeit gewinnt das gesprochene Hocharabische wieder an Zuspruch. An dieser Entwicklung maßgeblich beteiligt sind die panarabischen Satellitensender, z. B. al-Dschazira in Katar. Allerdings ist Hocharabisch (fuṣḥā) auf allgemeiner Kommunikationsebene nicht vorherrschend, vielmehr bewegen sich die Sprachformen in den Registern der sog. ʾal-luġa ʾal-wusṭā, also als eine „mittlere Sprache“ (Mittelarabisch) zwischen Hocharabisch und Dialekt.
Durch die im arabischen Verbreitungsgebiet dominierende ägyptische Film- und Fernsehproduktion (u. a. bedingt durch die Bevölkerungszahl) gilt der gesprochene Kairoer Dialekt in den jeweiligen Gesellschaften gemeinhin als verständlich, ist sozusagen „gemeinsprachlich“ etabliert. Gewöhnliche Filme auf Hocharabisch zu drehen, ist eher unüblich, da diese Sprachnorm generell ernsteren Themen vorbehalten ist, wie sie z. B. in Fernseh- und Rundfunknachrichten, religiösen Sendungen oder Gottesdiensten vorkommen.
Auf dem Power Language Index von Kai L. Chan belegt die Arabische Hochsprache den fünften Platz der mächtigsten Sprachen der Welt.

## Klassifikation
Das klassische Hocharabisch unterscheidet sich nur geringfügig von der altarabischen Sprache. Durch Vergleiche verschiedener semitischer Sprachen lässt sich oft die Herkunft eines Wortes ermitteln. Beispielsweise entspricht das arabische Wort laḥm (Fleisch) dem hebräischen lechem, das jedoch Brot bedeutet. So bedeutet Bethlehem im Hebräischen Haus des Brotes, die entsprechende arabische Ortsbezeichnung Bayt Laḥm hingegen Haus des Fleisches. Die Wortwurzel bezeichnet somit ursprünglich ein Grundnahrungsmittel.
Lange betrachteten viele Semitisten das klassische Arabisch als die ursprünglichste semitische Sprache überhaupt. Erst allmählich stellt sich durch Vergleiche mit anderen afro-asiatischen Sprachen heraus, dass Hocharabisch viele Möglichkeiten konsequent ausgebaut hat, die in der Grammatik früherer semitischen Sprachen bereits angelegt waren. So hat es einen umfangreichen semitischen Wortschatz bewahrt und ihn darüber hinaus erweitert. Die heutigen Dialekte waren vielen Veränderungen unterworfen, wie sie andere semitische Sprachen schon sehr viel früher (vor etwa 2000 bis 3000 Jahren) erfahren hatten.

## Geschichte
Schon im vorislamischen Arabien existierte eine reichhaltige Dichtersprache, die in Gedichtsammlungen wie den Mu'allaqat auch schriftlich überliefert ist. Auf dieser Dichtersprache fußt zum Teil das Arabische des Korans, das immer noch altertümlich geprägt ist und einen synthetischen Sprachbau aufweist. Wohl erst nachträglich hat man den Konsonantentext des Korans durch Zusatzzeichen für neue nichtarabische Muslime lesbarer gemacht. In frühislamischer Zeit wurden viele Gedichte dieser Sprache schriftlich festgehalten. Bis heute ist das Auswendiglernen von Texten ein wichtiger Bestandteil der islamischen Kultur. So werden bis heute Menschen sehr geachtet, die den gesamten Koran auswendig vortragen können (Hāfiz/Ḥāfiẓ). Dies ist ein Grund, warum Koranschulen in der muslimischen Welt (insbesondere Pakistan) weiter einen regen Zustrom erfahren.
Das klassische Hocharabisch ist insbesondere die Sprache des Korans, die sich aus dem Zentrum der arabischen Halbinsel, dem Hedschas, im Zuge der islamischen Eroberungen über den ganzen Vorderen Orient verbreitete. Kalif Abd al-Malik, der Erbauer des Felsendoms in Jerusalem, erhob um 700 diese Form des Arabischen zur offiziellen Verwaltungssprache des islamischen Reiches.
Die islamische Expansion führte zur Aufspaltung des Arabischen in eine klassische, auf dem Koran beruhende Schriftsprache, und in die lexikalisch und grammatisch untereinander sehr unterschiedlichen arabischen Dialekte, die einen analytischen Sprachbau aufweisen und ausschließlich dem mündlichen Gebrauch vorbehalten sind. Bis heute wird jede neue Generation von Arabischsprechern in diese Diglossie hineingeboren.
Hocharabisch wird heute als Muttersprache kaum mehr gesprochen. Doch wird es, lediglich mit Wortschatzänderungen, schriftlich mittels Büchern und Zeitungen noch benutzt (außer in Tunesien, Marokko und in etwas geringerem Maße in Algerien, wo sich das Arabische diese Rolle mit dem Französischen teilt). Im wissenschaftlich-technischen Bereich wird in den anderen arabischen Ländern aus Mangel an spezifischem Fachwortschatz neben Französisch oft auch Englisch gebraucht.
Bei offiziellen Anlässen wird die in der Regel nur geschriebene Sprache auch verbal verwendet. Diese Sprache wird deshalb häufig als modernes Hocharabisch bezeichnet. Sie unterscheidet sich vom klassischen Hocharabisch vor allem in Wortschatz und je nach Bildungsgrad des Sprechers teilweise auch in Grammatik und Aussprache.
Siehe auch: Arabische Literatur.

## Phonologie
Das hocharabische Lautsystem ist wenig ausgeglichen. Es gibt nur drei mit den Lippen gebildete Laute, م [⁠m⁠], ب [⁠b⁠] und ف [⁠f⁠]; [⁠p⁠] und [⁠v⁠] fehlen. Dagegen gibt es sehr viele an den Zähnen gebildete Laute. Charakteristisch sind die emphatischen (pharyngalisierten) Konsonanten ط [tˤ], ض [dˤ], ص [sˤ] und ظ [ðˤ] (angegeben ist die IPA-Lautschrift). Der kehlige, raue Lauteindruck des Arabischen entsteht durch die zahlreichen Gaumen- und Kehllaute wie dem tief in der Kehle gesprochenen ق [⁠q⁠] oder dem Kehlkopf-Presslaut ع [⁠ʕ⁠] („ʿAin“) und dessen stimmloser Variante ح [⁠ħ⁠] („Ḥā'“). Der Knacklaut ء/ا [⁠ʔ⁠] („Hamza“) ist ein vollwertiges Phonem.

### Vokale
Im Hocharabischen existieren nur die drei Vokale a, i und u, die jeweils kurz oder lang sein können, sowie die zwei Diphthonge ai und au. Die Aussprache der Vokale wird von den umgebenden Konsonanten beeinflusst und variiert stark. Beispielsweise sind [⁠ɒ⁠], [⁠a⁠] und [⁠æ⁠] mögliche Allophone des Phonems /a/.

### Konsonanten
Das Hocharabische verfügt über 28 Konsonantenphoneme. Die Halbvokale [⁠w⁠] und [⁠j⁠] werden in der Grammatiktradition der westlichen Arabistik als „konsonantische Vokale“ gezählt. Alle Konsonanten können geminiert (verdoppelt) vorkommen.
|               |               | Bilabial | Interdental | Lamino-dental | Lamino-dental | Postalveolar | Palatal | Velar | Uvular | Pharyngal | Glottal |
| nichtemph.    | emphatisch    | Bilabial | Interdental |               |               | Postalveolar | Palatal | Velar | Uvular | Pharyngal | Glottal |
| ------------- | ------------- | -------- | ----------- | ------------- | ------------- | ------------ | ------- | ----- | ------ | --------- | ------- |
| Plosive       | stl.          |          |             | ت t           | ط tˁ          |              |         | ك k   | ق q    |           | ء ʔ     |
| Plosive       | sth.          | ب b      |             | د d           | ض dˁ          | ج ʤ          |         |       |        |           |         |
| Frikative     | stl.          | ف f      | ث θ         | س s           | ص sˁ          | ش ʃ          |         | خ x   |        | ح ħ       | ه h     |
| Frikative     | sth.          |          | ذ ð         | ز z           | ظ ðˁ          |              |         | غ ɣ   |        | ع ʕ       |         |
| Nasale        | Nasale        | م m      |             | ن n           |               |              |         |       |        |           |         |
| Laterale      | Laterale      |          |             | ل l1)         |               |              |         |       |        |           |         |
| Vibranten     | Vibranten     |          |             | ر r           |               |              |         |       |        |           |         |
| Approximanten | Approximanten | و w      |             |               |               |              | ي j     |       |        |           |         |

1) Die velarisierte („dunkle“) Variante [⁠ɫ⁠] existiert als eigenständiges Phonem nur im Wort Allah الله [ɒˈɫːɒːh]. Sie tritt ansonsten in manchen Dialekten als Allophon von [⁠l⁠] in der Umgebung von emphatischen Konsonanten auf, z. B. سلطان sulṭān [sʊɫˈtˁɑːn], im Standard jedoch nicht.

### Silbenstruktur
Im klassischen Arabischen gibt es offene bzw. kurze Silben der Form KV und geschlossene bzw. lange Silben der Form KV̅ oder KVK (K steht für einen Konsonanten, V für einen Kurzvokal, V̅ für einen Langvokal). Nach dem Langvokal ā und nach ay kann auch ein verdoppelter Konsonant stehen und eine überlange Silbe KV̅K verursachen (z. B. دابة dābba „Tier“).
Im modernen Hocharabischen ändert sich die Silbenstruktur, weil die klassischen Endungen meist weggelassen werden. Dadurch sind am Wortende neben den langen auch überlange Silben der Form KV̅K und KVKK möglich (z. B. باب bāb, aus bābun „Tür“ oder شمس šams, aus šamsun „Sonne“).
Da eine Silbe nur mit einem einzelnen Konsonanten beginnt, können am Wortanfang keine Konsonantenverbindungen stehen. Bei älteren Lehnwörtern werden anlautende Konsonantenverbindungen durch einen vorangesetzten Hilfsvokal beseitigt (z. B. أسطول usṭūl „Flotte“, aus altgriechisch στόλος stólos). Bei neueren Lehnwörtern wird ein Vokal zwischen die anlautenden Konsonanten geschoben (z. B. فرنسا faransā „Frankreich“, während frühere Entlehnungen von „Franken“ als إفرنج ʾifranǧ wiedergegeben wurden).

### Betonung
Da die arabische Schrift die Betonung nicht notiert und die mittelalterlichen Grammatiker sich zur Betonung an keiner Stelle geäußert haben, kann man strenggenommen keine sicheren Aussagen über die Betonung des historischen klassischen Arabisch machen. Diesbezügliche Empfehlungen in Lehrbüchern beruhen auf der Betonung, die von modernen Sprechern auf das klassische Arabisch angewandt wird, wobei man sich in Europa gewöhnlich an den Aussprachegewohnheiten im Raum Libanon/Syrien orientiert. In Gebieten wie z. B. Marokko oder Ägypten werden klassisch-arabische Texte mit durchaus anderer Betonung gelesen.
Nach der üblichen Auffassung ist die Wortbetonung im Arabischen nicht bedeutungsunterscheidend und auch zum Teil nicht genau festgelegt. Generell ziehen lange Silben den Ton auf sich. Für das klassische Arabisch gilt, dass die Betonung auf der vor- oder drittletzten Silbe liegen kann. Die vorletzte Silbe wird betont, wenn sie geschlossen bzw. lang ist (z. B. فعلت faʿáltu „ich tat“); ansonsten wird die drittletzte Silbe betont (z. B. فعل fáʿala „er tat“).
Im modernen Hocharabischen kann durch den Ausfall der klassischen Endungen auch die letzte Silbe betont werden (z. B. كتاب kitā́b, aus kitā́bun „Buch“). Teilweise verschiebt sich die Betonung weiter nach vorne (z. B. مدرسة mádrasa statt madrásatun „Schule“; die in Ägypten übliche Aussprache dieses Wortes ist aber z. B. madrása, in Marokko hört man madrasá). Das marokkanische Arabisch ist im Gegensatz zum klassischen Arabisch und zu den anderen modernen Dialekten eine Tonsprache.

## Dialektale Variation
Die Phonologie der neuarabischen Dialekte unterscheidet sich stark von der des klassischen Arabischen und des modernen Hocharabischen. Die i und u werden teils als [⁠e⁠] und [⁠o⁠] gesprochen. Die meisten Dialekte monophthongisieren ay und aw zu [eː] und [oː], wodurch die Dialekte über fünf statt drei Vokalphoneme verfügen. Kurze Vokale werden oft zum Schwa [⁠ə⁠] reduziert oder fallen völlig aus. Dadurch sind in manchen Dialekten auch Konsonantenhäufungen am Wortanfang möglich. Beispiel: für baḥr: bḥar (Meer); für laḥm: lḥam (Fleisch) im tunesischen Dialekt, wobei die geöffnete bzw. geschlossene Silbe ausgetauscht wird.
Die Dialekte haben zum Teil Konsonanten des Hocharabischen verloren, zum Teil haben sie auch neue Phoneme entwickelt. Die Laute [dˤ] und [ðˤ] fallen in nahezu sämtlichen Dialekten zu einem Phonem zusammen, dessen Aussprache regional variiert. Der Laut [⁠ʔ⁠] hat in einigen Dialekten seinen Phonemstatus verloren, in vielen anderen Dialekten ersetzt er das Qāf. Vor allem in Stadt-Dialekten, jedoch auch in Bauern-Dialekten sind [⁠θ⁠] und [⁠ð⁠] zu [⁠t⁠] und [⁠d⁠] geworden, in Beduinen-Dialekten werden sie meist noch unterschieden. Bei Buchwörtern aus dem Hocharabischen werden sie aber als [⁠s⁠] und [⁠z⁠] ausgesprochen. Das hocharabische [⁠ʤ⁠] wird auf unterschiedliche Arten realisiert, unter anderem in Ägypten als [⁠ɡ⁠] und in Teilen Nordafrikas und der Levante als [⁠ʒ⁠]. Das hocharabische [⁠q⁠] wird in Teilen Ägyptens und der Levante als [⁠ʔ⁠] gesprochen, in einigen anderen Dialekten hat es sich zu [⁠ɡ⁠] entwickelt. Oft wird jedoch die Aussprache [⁠q⁠] bei Wörtern aus dem Hocharabischen beibehalten, so dass die Phoneme [⁠q⁠] und [⁠ɡ⁠] parallel existieren. Einige Dialekte haben durch Lehnwörter aus anderen Sprachen fremde Phoneme übernommen, z. B. die Maghreb-Dialekte den Laut [⁠v⁠] aus dem Französischen oder das Irakisch-Arabische den Laut [⁠p⁠] aus dem Persischen.

## Schrift
Geschrieben wird das Arabische von rechts nach links mit dem arabischen Alphabet, das nur Konsonanten und Langvokale kennt. Es gibt allerdings als Lern- und Lesehilfe ein nachträglich hinzugefügtes System mit Kennzeichen (Taschkīl) für die Kurzvokale A, I und U, und das in der klassischen Grammatik wichtige End-N, Konsonantenverdopplungen und Konsonanten ohne nachfolgenden Vokal. Der Koran wird immer mit allen Zusatzzeichen geschrieben und gedruckt. Grundsätzlich wäre das vokalisierte und mit Zusatzzeichen versehene Schriftarabisch gleichzeitig eine präzise Lautschrift, diese wird jedoch fast nur für den Koran genutzt. Bei allen anderen Texten muss die grammatische Struktur vollständig bekannt sein, um korrekt auf die zutreffenden Kurzvokale und Endungen schließen zu können.
Die arabische Schrift ist eine Kurrentschrift, die sich im Laufe der Geschichte verschliffen hat. Da die Buchstaben in einem Wort verbunden werden, gibt es bis zu vier verschiedene Formen eines Buchstabens: allein stehend, nach rechts verbunden, nach links verbunden und beidseitig verbunden. Als immer mehr Buchstaben in der Gestalt zusammenfielen, entwickelte man ein System, diese durch Punkte über und unter den Konsonanten zu unterscheiden. Alte Formen der arabischen Schrift, wie Kufi (كوفي), benutzen noch keine Punkte. Im Laufe der Zeit wurde Kufi mehr und mehr durch die Kursive Naschī (نسخي, DMG Nasḫī) ersetzt.

## Aussprache
In vielen islamischen Ländern gibt es Bestrebungen, sich bei der Aussprache der modernen Hochsprache am klassischen Hocharabisch zu orientieren. Grundlage dabei ist meistens der Aussprachestandard der Koranrezitation (ar. tilāwa تلاوة), die weitgehend kodifiziert ist und in modernen Korandrucken auch durch Diakritika wiedergegeben wird. Diese Ausspracheform genießt ein hohes Prestige, wird allerdings in der Regel nur im religiösen Kontext verwendet.
Die frühere Aussprache des Hocharabischen ist nicht mit Sicherheit in allen Einzelheiten bekannt. Ein typischer Fall, in dem bis heute keine völlige Klarheit über die Aussprachenormen des klassischen Hocharabisch besteht, ist die sogenannte Nunation, also die Frage, ob die Kasusendungen bei den meisten unbestimmten Nomina auf n auslauten oder nicht (kitābun oder kitāb). Für beide Varianten lassen sich Argumente finden, und da in alten Handschriften das Vokalzeichen der Endung nicht geschrieben wurde, bleibt diese Frage strittig.

## Grammatik

### Der Artikel
Das Arabische kennt indeterminierte (unbestimmte) und determinierte (bestimmte) Nomina, die sich in der Hochsprache (nicht mehr im Dialekt) durch ihre Endungen unterscheiden. Indeterminierte Nomina erhalten, sofern sie nicht diptotisch flektiert werden (siehe unter Kasus), die Nunation. Determiniert wird ein Nomen vor allem durch den vorangestellten Artikel al- (ال, dialektal oft el- oder il-), welcher in seiner Form zwar unveränderlich ist, aber nach einem Vokal im Satzinneren ohne Stimmabsatz (Hamza) gesprochen wird (siehe Wasla). Außerdem kommt es (beim Sprechen) zu einer Assimilation des im Artikel enthaltenen l an den nachfolgenden Laut, wenn es sich bei diesem um einen sogenannten Sonnenbuchstaben handelt (Bsp.: asch-schams – „die Sonne“ – statt al-schams). Bei Mondbuchstaben bleibt der Artikel al- und der nachfolgende Laut wird nicht verdoppelt (Bsp.: al-qamar – „der Mond“ – in diesem Fall keine Assimilation). Determiniert ist ein Wort auch im Status constructus (الإضافة / al-iḍāfa, wörtl. „Hinzufügung, Annexion“) durch einen nachfolgenden (determinierten) Genitiv oder ein angehängtes Personalsuffix; ferner sind auch viele Eigennamen (z. B. لبنان, Lubnan – Libanon) ohne Artikel determiniert.
Ein Beispiel: القمر, al-qamar(u) – „der Mond“ im Gegensatz zu قمر, qamar(un) – „ein Mond“

### Das Genus
Im Arabischen gibt es zwei Genera (Geschlechter): das Femininum (weiblich) und das Maskulinum (männlich). Die meisten weiblichen Wörter enden auf a, das – so es sich um ein Tā' marbūta handelt – im Status constructus zu at wird. Weibliche Personen (Mutter, Schwester etc.), die meisten Eigennamen von Ländern und Städten sowie die Namen doppelt vorhandener Körperteile (Fuß – qadam; Hand – yad; Auge -ʿayn) sind auch ohne weibliche Endung weiblich. Das Gleiche gilt für einige weitere Substantive wie z. B. die Wörter für „Wind“ (rīḥ), „Feuer“ (nār), „Erde“ (arḍ) oder „Markt“ (suq).
Beispiele:
- Maskulinum: قمر (qamar-un) „ein Mond“
- Femininum: لغة (luġa-tun) „eine Sprache“

### Der Numerus
Es gibt drei Numeri: Singular (Einzahl), Dual (Zweizahl) und Plural (Mehrzahl). Im ägyptischen Dialekt wurde jedoch der Dual größtenteils abgeschafft. Auf der anderen Seite haben einige Substantive für Zeiteinheiten nicht nur den Dual bewahrt, sondern als vierten Numerus noch einen gesonderten Zählplural ausgebildet, z. B. „Tag“: Singular yōm, Dual yōmēn, Plural ayyām, Plural nach Zahlwörtern tiyyām. Die Pluralbildung kann auf zwei Arten erfolgen: entweder durch Suffixe (sogenannter gesunder Plural) oder durch innere Pluralbildung (sogenannter gebrochener Plural). Zur Frage, welchen Plural ein Substantiv bzw. ein Adjektiv hat, gibt es keine verlässlichen Regeln.

### Das Kollektivum
Das Arabische kennt auch ein Kollektivum, das u. a. bei Obst- und Gemüsesorten vorkommt. Ein Beispiel hierfür ist تفاح / tuffāḥ / ‚Äpfel‘; um den Singular eines Kollektivums zu bilden, wird ein Tā' marbūta angehängt: تفاحة / tuffāḥa / ‚ein Apfel‘.

### Der Kasus
Man unterscheidet drei Fälle: Nominativ (al-marfūʿ; auf -u endend), Genitiv (al-maǧrūr; auf -i endend) und Akkusativ (al-manṣūb; auf -a endend), die meist durch die kurzen Vokale der Wortendungen (im Schriftbild durch orthographische Hilfszeichen) markiert werden. Die meisten Nomina werden triptotisch flektiert, d. h., sie weisen den drei Kasus entsprechend drei unterschiedliche Endungen auf (determiniert: -u, -i, -a; indeterminiert: -un, -in, -an). Daneben gibt es Diptota – Nomina, bei denen die Genitivendung im Status indeterminatus gleich der Akkusativendung -a lautet (die beiden Kasus werden formal nicht unterschieden) und die keine Nunation haben (-u, -a, -a). Diptotisch flektiert werden vor allem Adjektive der Grundform afʿal (darunter Farbadjektive wie aḥmar-u, aḥmar-a – rot) und bestimmte Pluralstrukturen (wie faʿāʾil, Bsp.: rasāʾil-u, rasāʾil-a – Briefe).
Der Genitiv folgt beispielsweise immer nach Präpositionen (z. B. fi ’l-kitābi – in dem Buch) und in einer Genitivverbindung auf das Nomen regens (Bsp.: baitu ’r-raǧuli – das Haus des Mannes).
Die arabische Sprache unterscheidet nicht wie das Deutsche zwischen einem direkten (Akkusativ-)Objekt und einem indirekten (Dativ-)Objekt. Stattdessen kann die Konstruktion aus Präposition und Genitiv im Deutschen häufig mit dem Dativ wiedergegeben werden.
Beispiel: fi ’l- baiti – in dem Haus

### Das Verb
Die wirkliche Komplexität der arabischen Sprache liegt in der Vielfalt ihrer Verbalformen und der daraus abgeleiteten Verbalsubstantive, Adjektive, Adverbien und Partizipien. Jedes arabische Verb verfügt mit dem Perfekt und dem Imperfekt zunächst über zwei Grundformen, von denen erstere eine vollendete Handlung in der Vergangenheit ausdrückt (Beispiel: kataba – er schrieb/hat geschrieben), letztere hingegen eine unvollendete im Präsens oder Futur (yaktubu – er schreibt/wird schreiben). Das Futur (I) kann aber auch durch Anhängen des Präfixes sa- oder durch die Partikel saufa vor dem Imperfekt gebildet werden (sayaktubu/saufa yaktubu – er wird schreiben). Zudem kennt das Arabische gleichfalls eine Art Verlaufsform der Vergangenheit (kāna yaktubu – er pflegte zu schreiben) und die beiden Zeitstufen Futur II (yakūnu qad kataba – er wird geschrieben haben) und Plusquamperfekt (kāna qad kataba – er hatte geschrieben), die allerdings in erster Linie in geschriebenen Texten vorkommen. Das Imperfekt gliedert sich in die Modi Indikativ (yaktubu), Konjunktiv (yaktuba), Apokopat (yaktub) und Energikus (yaktubanna oder yaktuban). Der Konjunktiv kommt u. a. nach Modalverben (z. B. arāda – wollen) im Zusammenhang mit ʾan (dass) oder als negierte Form des Futurs mit der Partikel lan (lan yaktuba – er wird nicht schreiben) vor. Der Apokopat wird zumeist als Verneinung der Vergangenheit zusammen mit der Partikel lam verwendet (lam yaktub – er schrieb nicht). Der Energikus kann häufig mit der Konstruktion fa+l(i) gebildet werden ((fal-)yaktubanna- er soll / muss schreiben). Eine weitere wichtige Form ist das Verbalsubstantiv (kitābatun – das Schreiben). Die Bildung der Verbalsubstantive erfolgt bis auf den Grundstamm nach einem festen Schema, d. h., die Verbalsubstantive der Stämme II – X lassen sich bis auf wenige Ausnahmen nach bestimmten Stammbildungsmorphemen ableiten (Bsp.: tafʿīl für den II. Stamm, mufāʿala/fiʿāl für den III. Stamm usw.).
Bsp.: nāqaša (III) – diskutieren → munāqaša/niqāš – Dialog; Diskussion
Viele Verben existieren in mehreren von insgesamt 15, durch Umbildung der Wurzel abgeleiteten Stämmen, die jeweils bestimmte Bedeutungsaspekte (z. B. intensivierend, kausativ, denominativ, aktiv oder passiv, transitiv oder intransitiv, reflexiv oder reziprok) haben können. Von diesen 15 Stämmen werden in der heutigen arabischen Schriftsprache allerdings nur neun regelmäßig verwendet, die Stämme IX und XI–XV kommen nur selten vor. Der 9. Stamm wird hauptsächlich verwendet, um die Verben für Farben bzw. körperliche Eigenschaften zu bezeichnen:
iḥmarra (von aḥmar) – „erröten“, „rot werden“
iḥwalla (von aḥwal) – „schielen“
Die Übersetzung der Verben der Stämme II – X kann teilweise durch bestimmte Regeln erfolgen. Bei der Ableitung eines Verbs vom Grundstamm kann z. B. der 3. Stamm eine Tätigkeit bezeichnen, die mit oder durch eine Person geschieht, während der 7. Stamm oft ein Passiv ausdrückt:
kātaba (III) – „korrespondieren mit jmdm.“
(inkataba (VII) – „geschrieben werden“)
Jeder Stamm weist bestimmte Eigenschaften auf, z. B. ein Präfix, Verlängerung, Änderung oder Wegfall eines Vokals oder auch Dehnung (Gemination) des mittleren Radikals (d. h. Wurzelkonsonanten). Die Art und Reihenfolge dieser Konsonanten, mit Ausnahme sogenannter schwacher Radikale, ändern sich hingegen innerhalb einer Wortfamilie nie. Die meisten Verbformen lassen sich schematisch ableiten.
Eine Eigenheit der arabischen Grammatik erleichtert die mündliche Wiedergabe des Hocharabischen sehr: Am Ende eines Satzes fällt im Hocharabischen die Vokalendung meist weg. Man nennt diese Form „Pausalform“. Nun werden aber die drei Fälle und auch zum Teil die Modi gerade durch diese Endungen ausgedrückt, die bei einer Sprechpause wegfallen. Deshalb benutzen viele Sprecher, wenn sie modernes Hocharabisch sprechen, sehr häufig diese „Pausalform“ und ersparen sich so einen Teil der manchmal komplizierten Grammatik. Das komplizierte System der Verbformen ist in vielen Dialekten noch weitestgehend erhalten, sodass die Dialektsprecher damit weniger Schwierigkeiten haben. Obwohl wie unten beschrieben die Bedeutung eines Wortes meist an den Konsonanten hängt, sind es gerade die kurzen Vokale, die einen großen Teil der komplizierten Grammatik ausmachen.
Das Arabische ist eine Sprache, in der die Verben „sein“ und „haben“ viel unvollständiger als im Deutschen ausgebildet sind. Häufig sind im Präsens verblose Nominalsätze: ʾanā kabīr – „ich [bin] groß“; nur zur Verstärkung oder wenn die Syntax es formal notwendig macht (z. B. nach der Konjunktion أن ʾan – „dass“) wird – wie in der Zeitstufe der Vergangenheit – das temporale Hilfsverb kāna für „sein“ gebraucht. Ein Nominalsatz (ohne Kopula) wird im Präsens mit der flektierbaren Negation laisa („nicht sein“) verneint. Das Verb „haben“ existiert gar nicht, es wird stattdessen durch die Präpositionen li- („für“), fī („in“), maʿa („mit“) und besonders ʿinda („bei“) + Personalsuffix ebenfalls als Nominalsatz ausgedrückt: ʿindī… – „bei mir [ist]…“ = „ich habe…“; verneint: laisa ʿindī… – „bei mir [ist] nicht…“ = „ich habe nicht…“.
Da ferner das Arabische relativ wenige eigenständige Adverbien (im Deutschen wären das z. B. „noch“, „fast“, „nicht mehr“ etc.) besitzt, enthalten manche Verben neben ihrer ursprünglichen Bedeutung auch noch eine adverbiale Bedeutung. Diese Verben können im Satz alleine oder in Verbindung mit einem anderen Verb im Imperfekt stehen, z. B. mā zāla (wörtlich: „nicht aufgehört haben“) – ((immer) noch (sein)) oder kāda (fast/beinahe (sein)).
In manchen Dialekten werden diese Adverbien anders ausgedrückt. So heißt "noch" in Ägypten "lissa" oder "bardu". (Entsprechend lautet der Satz "Er schreibt (immer) noch." in ägyptischem Arabisch "lissa biyiktib.")
Eine weitere Verbkategorie sind die Zustandsverben (z. B. kabura – „groß sein“, ṣaġura – „klein sein“), welche ein Adjektiv verbalisieren und anstelle eines Nominalsatzes verwendet werden können. Das Wortmuster dieser Verben ist häufig faʿila oder faʿula. Diese Kategorie enthält einen großen Wortschatz, wird aber im Vergleich zu den Verben, welche eine Aktion ausdrücken (z. B. ʾakala – „essen“), seltener benutzt.

### Verbalstamm: Wurzelkonsonant
Arabische Wörterbücher sind häufig so angelegt, dass die einzelnen Wörter nach ihren Wurzeln, also quasi ihren „Wortfamilien“, geordnet sind. Daher ist es beim Erlernen des Arabischen wichtig, die Wurzelkonsonanten eines Wortes identifizieren zu können. Der überwiegende Teil der Wörter hat drei Wurzelkonsonanten, einige auch vier. Durch das Abtrennen bestimmter Vor-, Zwischen- und Endsilben erhält man die Wurzel eines Wortes. Gerade Anfänger sollten solche nach Wurzeln geordneten Wörterbücher benutzen, da der Gebrauch „mechanisch-alphabetisch“ geordneter Lexika bei geringen Grammatikkenntnissen oft dazu führt, dass eine Form nicht erkannt und falsch übersetzt wird.

### Präpositionen
Im Arabischen gibt es streng genommen nur drei Wortarten: Nomen (اِسْم), Verb (فِعْل) und Präposition (حَرْف). Präpositionen, die wir aus dem Deutschen oder Englischen kennen, sind im Arabischen Adverbien. Es gibt sogenannte "echte Präpositionen", Wörter, die im Arabischen مَبْنِيّ (undeklinierbar) genannt werden, weil sie unveränderlich sind. Ein Beispiel ist das Wort فِي.

#### Echte Präpositionen
Zu den echten Präpositionen zählen:
| Arabisch   | Deutsch              |
| ---------- | -------------------- |
| بـ bi-     | mit, in              |
| لـ li-     | für, zu              |
| كـ ka-     | wie                  |
| إِلى ’ilá   | nach                 |
| حتى ḥattá  | bis                  |
| على ‘alá   | auf                  |
| عن ‘an     | über                 |
| في fī      | in                   |
| من min     | von                  |
| منذ mundhu | seit, für (zeitlich) |

#### Ist مَعَ („mit“) eine Präposition (حَرْف)?
Auf diese Frage gibt es keine eindeutige Antwort. Die meisten Grammatiker jedoch sehen مع als „Nomen“ (اِسْم), weil das Wort مع Nunation (تَنْوِين) erhalten kann. Zum Beispiel: Sie kamen gemeinsam – جاؤوا مَعًا
Eine Präposition (حَرْف) ist per Definition مَبْنِيّ, kann also keinesfalls Nunation bekommen. Deshalb ist das Wort مع ein Adverb der Zeit oder des Orts (ظَرْف مَكان; ظَرْف زَمان), Grammatiker sagen auch:  اِسْم لِمَكان الاِصْطِحاب أَو وَقْتَهُ

## Wortschatz
Die meisten arabischen Wörter bestehen aus drei Wurzelkonsonanten (Radikalen). Daraus werden dann verschiedene Wörter gebildet, beispielsweise kann man unter anderem aus den drei Radikalen K-T-B folgende Wörter und Formen bilden:
- KaTaBa: er schrieb (Perfekt) – das Muster FaʿaLa ist charakteristisch für Verben im Perfekt.
- yaKTuBu: er schreibt (Imperfekt) – das Muster YaFʿaLu steht für Verben im Imperfekt.
- KiTāBun: Buch – das Muster FiʿāL kommt häufig bei Substantiven vor.
- KuTuBun: Bücher – ebenso das Muster FuʿuL.
- KāTiBun: Schreiber/Schriftsteller (Einzahl) – das Muster FāʿiL ist ein Muster für Aktivpartizipien.
- KuTTāBun: Schreiber (Mehrzahl) – das Muster FuʿʿāL kommt häufig bei Substantiven vor, die Berufe bezeichnen.
- maKTaBun: Schreibtisch, Büro – das Muster maFʿaL bezeichnet häufig den Ort, an dem etwas gemacht wird.
- maKTaBatun: Bibliothek, Buchhandlung – ebenso das Muster maFʿaLa.
- maKTūBun: geschrieben – das Muster maFʿūL ist ein Muster für Passivpartizipien.

Im klassischen Hocharabisch treten noch die meist nicht geschriebenen Endungen -a, -i, -u, -an, -in, -un, -ta, -ti, -tu, -tan, -tin, -tun oder auch keine Endung auf. Für das T in den Endungen siehe Tā' marbūta; für das N in diesen Endungen siehe Nunation.
Der Wortschatz ist zwar extrem reich, aber oft nicht klar normiert und mit Bedeutungen aus der Vergangenheit überfrachtet. So gibt es zum Beispiel kein Wort, das dem europäischen Wort „Nation“ relativ genau entspricht. Das dafür gebrauchte Wort (أمة, Umma) bedeutete ursprünglich und im religiösen Kontext bis heute „Gemeinschaft der Gläubigen (Muslime)“; oder z. B. „Nationalität“ (جنسية, ǧinsiyya) eigentlich „Geschlechtszugehörigkeit“ im Sinne von „Sippenzugehörigkeit“ – „Geschlechtsleben“ z. B. heißt (الحياة الجنسية, al-ḥayāt al-ǧinsiyya), wobei al-ḥayāt „das Leben“ heißt. Das Wort für „Nationalismus“ (قومية, qaumiyya) bezieht sich ursprünglich auf die Rivalität von „(Nomaden-)Stämmen“ und kommt von qaum, was ursprünglich und bis heute oft noch „Stamm“ im Sinne von „Nomadenstamm“ bedeutet. So überlagern sich oft in einem Wort sehr alte und sehr moderne Konzepte, ohne dass das eine über das andere obsiegen würde. „Umma“ z. B. gewinnt wieder mehr seine alte religiöse Bedeutung zurück. Es gibt durch Kontakt mit klassischen Kulturen zahlreiche alte Lehnwörter aus dem Aramäischen und Griechischen und seit dem 19. Jahrhundert viele neuere aus dem Englischen und Französischen.

### Die häufigsten Wörter
Wie in anderen Sprachen sind auch im Arabischen die Strukturwörter am häufigsten. Je nach Zählmethode und Textkorpus erhält man unterschiedliche Ergebnisse.
Eine Studie der Universität Riad kommt zu folgendem Ergebnis:
1. في fī (in [Präposition])
2. من min (von, aus [Präposition])
3. على ʿalā (auf, über, an, bei [Präposition])
4. أنّ anna (dass [Konjunktion])
5. إنّ inna (gewiss, wahrlich [Konjunktion, auch Verstärkungspartikel])
6. إلى ilā (zu, nach, bis, bis zu [Präposition])
7. كان kāna (sein [Verb])
8. هذا، هذه hāḏā, hāḏihi (diese, dieser, dieses [Demonstrativpronomen])
9. أن an (dass [Konjunktion])
10. الذي allaḏī (der [Relativpronomen])

Die vorstehende Liste enthält weder monomorphematische Wörter noch Personalsuffixe. In einer anderen Wortliste sind diese berücksichtigt:
1. و wa- (und [Konjunktion])
2. ل li- (für [Konjunktion])
3. في fī (in, an, auf [Präposition])
4. ب bi- (mit, durch [Präposition])
5. ـه -hū (sein [besitzanzeigendes Personalsuffix])
6. من min (von, aus [Präposition])
7. ـها -hā (ihr [besitzanzeigendes Personalsuffix])
8. على ʿalā (auf, über, an, bei [Präposition])
9. إلى ilā (zu, nach, bis, bis zu [Präposition])
10. أنّ anna (dass [Konjunktion])

Beide Zählungen lassen den bestimmten Artikel ال al- (der, die, das) außer Acht.
Das häufigste Substantiv, das im Deutschen eine substantivische Entsprechung hat, ist laut der Riader Studie يوم yaum („Tag“), das häufigste Adjektiv كبير kabīr („groß“).

## Sprachbeispiel
Allgemeine Erklärung der Menschenrechte:
- In arabischer Schrift:

يولد جميع الناس أحراراً ومتساوين في الكرامة والحقوق. وهم قد وهبوا العقل والوجدان وعليهم أن يعاملوا بعضهم بعضا بروح الإخاء
- In DMG-Umschrift (vergleiche Arabisches Alphabet):

Yūladu ǧamīʿu ’n-nāsi ʾaḥrāran wa-mutasāwīna fi ’l-karāmati wa-’l-ḥuqūqi. Wa-hum qad wuhibū ’l-ʿaqla wa-’l-wiǧdāna wa-ʿalaihim ʾan yuʿāmilū baʿḍuhum baʿḍan bi-rūḥi ’l-ʾiḫāʾi.
- In IPA-Umschrift:

ˈjuːladu dʒaˈmiːʕu‿nˈnːaːsi ʔaħˈraːran mutasaːˈwiːna fi‿lkaˈraːmati wa‿lħuˈquːqi wa qɒd ˈwuhibuː‿lˈʕɒqla wa‿lwidʒˈdaːna wa ʕaˈlaihim ʔan juˈʕaːmila ˈbɒʕdˤuhum ˈbɒʕdˤan bi ˈruːħi‿lʔiˈxaːʔi
- In deutscher Übersetzung:

Alle Menschen sind frei und gleich an Würde und Rechten geboren. Sie sind mit Vernunft und Gewissen begabt und sollen einander im Geist der Brüderlichkeit begegnen.

## Übersetzungen
Übertragungen ins Arabische erfolgen meist aus dem Englischen und Französischen, oft aus dem Spanischen sowie zur Zeit der Sowjetunion aus dem Russischen. Selten sind Übertragungen aus anderen europäischen Sprachen wie auch aus dem Japanischen, Chinesischen, Persischen, Türkischen und Hebräischen. So liegen zum Beispiel Werke von Jürgen Habermas lediglich in einer in Syrien erschienenen Übertragung aus dem Französischen vor. Einige Werke von Friedrich Nietzsche, ebenfalls aus dem Französischen, wurden in Marokko verlegt. In Syrien erschien Der Antichrist von Nietzsche in einer Übersetzung aus dem Italienischen. Die Buchmesse Kairo, zweitgrößte der Welt für den arabischen bzw. nordafrikanischen Raum, ist staatlich.

## Arabisch-Didaktik
Zahlreiche deutschsprachige Universitäten und gemeinnützige Weiterbildungseinrichtungen bieten Kurse für Arabisch als Fremdsprache an, z. B. als Teil der Orientalistik, Theologie, oder eben der Arabistik, der Wissenschaft der arabischen Sprache und Literatur.  Es gibt eine Vielzahl von Arabisch-Sprachschulen, wobei sich die meisten im arabischsprachigen Raum oder auch in nichtarabischen muslimischen Regionen befinden.
Für westliche Lerner des Arabischen ist das erste große Hindernis die arabische Schrift. Im deutschsprachigen Raum wird vor allem auf das Erlernen des Modernen Standard-Arabisch (MSA) gezielt, das im Unterschied zu den arabischen Dialekten auch geschrieben wird. Seine Mutterform, Fusha, gilt als Sakralsprache und beachtet die sog. Nunation, worauf beim MSA größtenteils verzichtet wird.
Da die arabische Schrift eine Konsonantenschrift ist und mit Ausnahme von Lehrbüchern und Korantexten ohne Vokalisierung geschrieben wird, nimmt das Erlernen des geschriebenen Wortschatzes unverhältnismäßig viel Zeit in Anspruch, verglichen mit den Alphabetschriften anderer Sprachen. Auch in arabischsprachigen Ländern wird in den ersten zwei Schuljahren ausnahmslos alles mit Vokalisation geschrieben.
Was die Grammatik des modernen Standard-Arabischen betrifft, so wirkt sich der spätere Wegfall der Vokalisierungen bremsend auf die Lerngeschwindigkeit aus. Sogar für Muttersprachler wird in der Schule ein Großteil des Arabischunterrichts für die korrekte Konjugation verwendet.

## Religiöse Bedeutung im Islam
Im Islam hat die arabische Sprache als Sprache des Korans und des Propheten Mohammed auch eine religiöse Bedeutung. Nach asch-Schāfiʿī ist jeder Muslim verpflichtet, diese Sprache so gut wie möglich zu erlernen, um das islamische Glaubensbekenntnis und andere religiöse Pflichtformeln wie den Takbīr korrekt aussprechen und den Koran in arabischer Sprache rezitieren zu können. In muslimischen Schulen weltweit gehört Arabisch deswegen zum Pflichtprogramm.